# Tréné
Tréné est une localité de l’ouest du Tchad chef-lieu de sous-préfecture du département du Lac Léré.

## Géographie
La localité est située à l’est du chef-lieu de département : Léré, sur la rive nord du Mayo Kébi proche du Lac Tréné.